# Сања Вејновић
Сања Вејновић (Загреб, 8. август 1961) је југословенска и хрватска глумица и продуценткиња. Позната је по многим улогама на филму и у ТВ серијама. Хрватска публика памти је по улози у филму 100 минута Славе (2004), где је тумачила насловни лик Славе Рашкај, једне од најпознатијих хрватских сликарки. Широј публици са територије бивше СФРЈ остала је у сећању по улогама Анђе у филму Бановић Страхиња (1983) и Ружењке Храбалове у филму Варљиво лето ’68.

## Биографија
Сања Вејновић рођена је и одрасла у Загребу, где је завршила средњу школу. Отац јој је био судија који ју је, у циљу васпитања, водио на суђења, па чак и у затвор. У то време Сања је, по угледу на оца, размишљала о каријери правника.
Године 1984. Сања је, на снимању филма О покојнику све најлепше упознала свог сада већ бившег супруга, сниматеља Горана Мећаву, са којим је била у браку до 2015. године, када је поднела захтев за развод брака. Из тог брака Сања и Горан имају сина и ћерку.

## Образовање
После завршене средње школе Сања се није определила за студије драмских уметности, већ је уписала Филозофски факултет у Загребу. Међутим, глуму је ипак одабрала као животни позив и кроз велико искуство стекла и широку глумачко образовање. Редовно похађа глумачке семинаре широм света.

## Професионални рад
Сања Вејновић остварила је завидну филмску каријеру улогама у неколико великих филмских телевизијских остварења. Снимала је филмове у иностранству, где је имала прилику да сретне неке од највећих холивудских глумаца, попут Џорџа Клунија, Пирса Броснана, Никол Кидман и Пенелопе Круз. Глумила је у готово свим значајнијим хрватским ТВ новелама, драмским и хумористичким серијама. Никада није била члан ни једног позоришног ансамбла.
Са бившим супругом Гораном Мећавом радила је као продуценткиња на снимању филма Свињари (2015).

### Улоге
| Год.       | Назив                               | Улога                  |
| ---------- | ----------------------------------- | ---------------------- |
| 1976.      | Дуго путовање у бијело              |                        |
| 1978.      | Пријеки суд                         | син службеног браниоца |
| 1979.      | Живи били па видјели                | Мартина Сечан          |
| 1981.      | Краљевски воз                       | Ана                    |
| 1981.      | Високи напон                        | Скојевка               |
| 1983.      | Бановић Страхиња                    | Анђа                   |
| 1984.      | О покојнику све најлепше            | Ружица                 |
| 1984.      | Варљиво лето '68                    | Ружењка Храбалова      |
| 1984.      | Варљиво лето ’68 (ТВ серија)        | Ружењка Храбалова      |
| 1984.      | Како се калио народ Горњег Јауковца | Ружица                 |
| 1990.      | Туђинац                             | Маде                   |
| 1991.      | Брачна путовања                     | Свјетлана              |
| 1992.      | Сокак трију ружа                    | ТВ новинарка           |
| 1993.      | Најмањи град на свијету             | као Сања Вејновић      |
| 1995.      | Мртва точка                         |                        |
| 1998.      | Три мушкарца Мелите Згањер          | полицајка Ева          |
| 2000.      | Новакови                            |                        |
| 2004.      | 100 минута Славе                    | Слава Раскај           |
| 2004−2005. | Забрањена љубав                     | Викторија Новак        |
| 2006.      | Балкан Инц.                         | Рената Лисјак          |
| 2006−2007. | Бибин свијет                        | Јасна Фриковић         |
| 2007−2008. | Завера                              | професорка Рушковић    |
| 2007−2008. | Понос Раткајевих                    | Вероника Раткај        |
| 2010.      | The Show Must Go On                 | премијерка Франк       |
| 2011.      | Флеке                               | Ланина мама            |
| 2011−2013. | Ларин избор                         | Мија Божић             |
| 2014.      | Луд, збуњен, нормалан               | Биљана                 |
| 2014−2016. | Куд пукло да пукло                  | Милица Мамић           |
| 2017−2018. | Чиста љубав                         | Јасна Лончар           |
| 2024.      | Залив                               |                        |

## Занимљивости
Године 2012. филмски портал IMDb прогласио је Сању Вејновић за најлепшу жену старију од 40 година.